# Just So Stories
Los Just So Stories for Little Children, publicados en español como Precisamente así, o Los cuentos de así fue, son una colección de cuentos cortos escritos por Rudyard Kipling y publicados en 1902. Tienen un carácter fantástico, y son una de las obras más famosas del autor.
Tienen su origen en el cuento "Cómo empezó el miedo" de The Second Jungle Book (1895), en el cual Mowgli escucha el cuento de cómo el tigre obtuvo sus rayas, y fueron escritos originalmente para su hija, Josephine, que murió de pulmonía a la edad de seis años.
La edición original de Just So Stories fue ilustrado con grabados en xilografía, realizados por el propio Kipling.

## Descripción
Los cuentos son relatos fantásticos sobre cómo se dieron distintos fenómenos. Tienen su origen en el cuento del "Cómo empezó el miedo" del The Second Jungle Book (1895), en el cual Mowgli escucha el cuento de cómo el tigre obtuvo sus rayas, y fueron escritos originalmente para su hija, Josephine, que murió de pulmonía a la edad de seis.
Los cuentos de así fue típicamente tienen el tema de un animal modificado de su forma original a la actual por las acciones del hombre, o de un ser mágico. Por ejemplo, la ballena tiene una garganta muy pequeña porque un marinero que se tragó colocó una balsa ahí para evitar que se tragase a otras personas. El dromedario obtuvo su joroba gracias a un genio que lo castigó por rehusarse a trabajar (ya que la joroba permite que el dromedario trabaje por más tiempo sin tener que comer). Las manchas del leopardo las pinto un etíope (quien se pintó a sí mismo de negro). El canguro tiene patas muy poderosas, una cola muy larga, y se moviliza saltando porque fue perseguido por un dingo por todo un día. El dingo fue enviado por un dios menor, con quien el canguro había hablado para pedirle que lo hiciera diferente de todos los otros animales.
La versión original de Los cuentos de así fue contaba con ilustraciones hechas por Kipling.

## Lista completa deLos cuentos de así fue

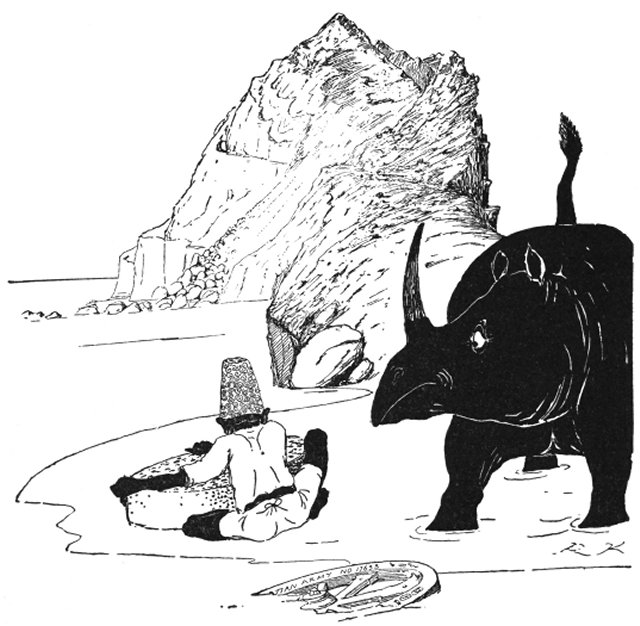
Así fue como al rinoceronte se le formó su piel, xilografía por Kipling

1. Así fue cómo a la ballena se le formó su garganta — explica por qué la ballena, pese a ser tan grande, se alimenta de seres tan pequeños.
2. Así fue cómo al dromedario le salió su joroba — explica cómo la holgazanería del dromedario fue castigada.
3. Así fue cómo al rinoceronte se le formó su piel — explica por qué los rinocerontes tienen malos genios y arrugas en la piel.
4. Así fue cómo al leopardo le salieron sus manchas
5. El hijo del elefante — la historia de cómo se volvió larga la trompa del elefante.
6. La cantinela del viejo canguro — la historia de cómo el canguro cambió de un animal gris y lanudo con piernas cortas y regordetas al animal atlético que es hoy.
7. El principio de los armadillos — la historia de cómo el erizo y la tortuga se transformaron en el primer armadillo.
8. Cómo se escribió la primera carta — introduce a los únicos personajes que aparecen en más de una historia: una familia de cavernícolas llamados Tegumai Bopsulai (el padre), Teshumai Tewindrow (la madre), y Taffimai Metallumai, o Taffy (la hija). Explica cómo Taffimai le entrega un dibujo a su madre.
9. Así fue cómo se hizo el alfabeto — Taffy y su padre inventan la primera forma del alfabeto.
10. El cangrejo que jugó con el mar — explica las mareas.
11. El gato que iba a su aire — la historia más larga. Explica cómo todos los animales salvajes fueron domesticados por el hombre, salvo por el más salvaje de todos, el gato.
12. La mariposa que pateó — la historia de cómo Salomón se libró de sus esposas problemáticas, y salvó el orgullo de una mariposa.
13. El cuento tabú (no se encuentra en la mayor parte de ediciones británicas; apareció por primera vez en la edición de Scribner en 1903 en los Estados Unidos)

Aparte de aparecer en una colección, las historias también han sido publicadas por separado, a menudo en formatos grandes, con ilustraciones, para niños pequeños. Una versión en vídeo también ha sido publicada. Eran tres cintas VHS con cuatro episodios cada una.

## Adaptaciones
Los Cuentos de así fue fueron adaptados a un musical  llamado, en inglés, Just So, en 1984.